# BTEX
BTEX oder BTXE ist eine Abkürzung für die aromatischen Kohlenwasserstoffe Benzen, Toluol, Ethylbenzol und die Xylole. Es handelt sich bei ihnen um flüchtige organische Verbindungen.
Als Rohstoffe sind die BTEX für die Petrochemie von Bedeutung. In der Umweltanalytik bedeutet die Kurzform BTX einen Summenparameter für „leichtflüchtige aromatische Kohlenwasserstoffe“.

Benzen Sdp. 80 °C
Toluol Sdp. 111 °C
Ethylbenzol Sdp. 136 °C
para-Xylol Sdp. 138 °C
meta-Xylol Sdp. 139 °C
ortho-Xylol Sdp. 144 °C

## Umweltgefahren
Diese Substanzen können aus bestimmten Lösungsmitteln (beispielsweise Solvent Naphtha), Altablagerungen (etwa von Gaswerken), Abgasen von Kraftfahrzeugen oder durch Versickern von Treibstoffen oder von Abwässern aus der Erdöl- und Erdgasförderung (Formationswässer, Flowback aus der unkonventionellen Förderung mittels Hydraulic Fracturing) als Schadstoffe in das Grundwasser und somit auch ins Trinkwasser gelangen. Die Giftwirkung besteht in Leberschäden und chronischen Nervenschäden. Benzol ist zusätzlich krebserregend.